# 梁銘佳
梁銘佳（Leung Ming-kai），香港電影導演、攝影師。

## 簡歷
梁銘佳2001年於香港大學法律系畢業後，前赴紐約哥倫比亞大學修讀電影。他雖然是導演系出身，卻主要從事攝影工作，先後於美國、泰國、台灣等地與不同導演合作，作品曾在多個影展播放或競賽。走遍半個地球的他，回港後繼續參與電影工作，2019和太太Kate Reilly 創作了《夜香·鴛鴦·深水埗》。經過一年國際巡迴上映後，電影於2020年11月19日於香港正式上映。梁銘佳和太太Kate Reilly 亦於2020年奪得香港電影評論學會最佳編劇獎。2022年，憑電影《白日青春》獲提名第59屆金馬獎最佳攝影。
梁銘佳亦是香港專業電影攝影師學會（HKSC）成員。

## 電影作品

### 導演
- 夜香·鴛鴦·深水埗 （2019，兼剪接）

### 攝影
- 陪安東尼度過漫長歲月（2015）
- 古宅 (2018)
- 叔·叔 (2020)
- 濁水漂流 (2021)
- 緣路山旮旯（2021，兼策劃)
- 白日青春（2023）
- 燈火闌珊（2023）
- 從今以後 (2024)
- 看我今天怎麼說 (2025)

## 外部連結
- 梁銘佳在香港影庫上的簡介